# Мечислав Яструн
Мечѝслав Я̀струн, с рождено име Мойше Агатщайн (на полски: Mieczysław Jastrun, Mojsze Agatsztajn) е полски поет, есеист и преводач от еврейски произход.
Пише биографични романи за Адам Мицкевич, Юлиуш Словацки, Ян Кохановски; есето „Между думата и мълчанието“ (1960). Прави преводи от немска, френска и руска литература.

## Биография
Роден е в село Короливка, Галиция, в семейството на Мария (с моминско име Нисенсон) и Юзеф Агатщайн. Баща му е лекар и семейството му често се мести. В периода 1915 – 1919 г. учи в краковска гимназия, завършва средно образование в Тарнов.
След избухването на Полско-съветската война се записва в армията, но не участва в бойните действия поради заболяване от тиф. Заедно с брат си Йежи Геровски се покръства на 9 март 1920 г. в църквата на село Ядлова. Учи полонистика, германистика и философия в Ягелонския университет. През 1929 г. получава докторска степен.
Сключва брак с поетесата Мечислава Бичкувна през 1950 г. Синът им Томаш Яструн също става поет.

## Творчество
Литературният си дебют Яструн прави във варшавското списание Скамандер по време на следването си. През 1929 г. издава първата си стихосбирка – Спотка̀не в ча̀ше.

### Поезия
- „Spotkanie w czasie“, (Варшава, 1929 г.)
- „Inna młodość“, (1933 г.)
- „Dzieje nieostygłe“, (1935 г.)
- „Strumień i milczenie“, (Краков, 1937 г.)
- „Godzina strzeżona“, (Люблин, 1944 г.)
- „Rzecz ludzka“, (Варшава, 1946 г.)
- „Sezon w Alpach i inne wiersze“, (Краков, 1948 г.)
- „Barwy ziemi“, (Варшава, 1951 г.)
- „Poemat o mowie polskiej“, (Варшава, 1952 г.)
- „Rok urodzaju“, (Варшава, 1953 г.)
- „Poezja i prawda“, (Варшава, 1955 г.)
- „Gorący popiół“, (Варшава, 1956 г.)
- „Genezy“, (Варшава, 1959 г.)
- „Większe od życia“, (Варшава, 1960 г.)
- „Intonacje“, (Варшава, 1962 г.)
- „Strefa owoców“, (Варшава, 1964 г.)
- „W biały dzień“, (Варшава, 1967 г.)
- „Godła pamięci“, Варшава, 1969 г.)
- „Wyspa, Czytelnik“, Warszawa 1973.
- „Błysk obrazu“, (Краков, 1975 г.)
- „Scena obrotowa“, (Краков, 1977 г.)
- „Punkty świecące“, (Варшава, 1980 г.)
- „Wiersze z jednego roku“, (Варшава, 1981 г.)
- „Inna wersja“, (Варшава, 1982 г.)
- „Fuga temporum“, (Варшава, 1986 г.) (посмъртно издание).

#### Есеистика
- „Mickiewicz“, (Варшава, 1949 г.)
  - „Адам Мицкевич 1798 – 1855“, С. Народна култура, 1957, 485 с. (преводач Димитър Икономов)
- „Poeta i dworzanin. Rzecz o Janie Kochanowskim“, (Варшава, 1954 г.)
- „Wizerunki. Szkice literackie“, (Варшава, 1956 г.)
- „Między słowem a milczeniem“, (Варшава 1960 г.)
  - „Между словото и мълчанието“, С., Народна култура, 1985, 264 с.
- „Mit śródziemnomorski“, (Варшава, 1962 г.)
- „Wolność wyboru“, (Варшава, 1969 г.)
- „Sytuacja poezji“, (1971 г.)
- „Walka o słowo“, (Варшава, 1973 г.)
- „Podróż do Grecji“, (Краков, 1978 г.)

#### Проза
- „Piękna choroba“, (Варшава, 1961 г.) – автобиография
- „Smuga światła“, (Варшава, 1983 г.) – спомени
- „Dzienniki“ 1955 – 1981, (Краков, 2002 г.) – дневници на писателя